# Katerina Janouch
Katerina Janouch, ursprungligen Kateřina Janouchová, född 22 februari 1964 i Prag, är en svensk författare, sexrådgivare, föreläsare, samhällsdebattör och journalist. Som författare är hon känd bland annat för sina barnböcker och för sina romaner om relationer och missbruk. Sedan senare delen av 2010-talet har Janouch framför allt profilerat sig som invandringskritisk samhällsdebattör, och verkar sedan 2018 framför allt i högerextrema och rasideologiska sammanhang.

## Biografi

### Uppväxt och studier
Janouch föddes 1964 i Prag, i dåvarande Tjeckoslovakien, och är dotter till kärnfysikern František Janouch och Ada Kolman, som är professor i strålningsbiologi. Hennes morföräldrar var författare och hennes mor arbetar delvis som översättare. Farmodern var sjuksköterska och farfadern läkare med privatmottagning hemma. 1971 föddes hennes bror Erik. Familjen emigrerade efter att fadern uteslutits ur kommunistpartiet.
Efter en kort period i Danmark 1973 flyttade familjen till Viggbyholm i Stockholmsförorten Täby 1974. Under uppväxten blev Janouch mobbad i skolan, eftersom det inte fanns många andra invandrare i Täby. Upplevelserna skildras i romanen Sommarbarn från 2007.
Under gymnasiet beslöt sig Janouch för att bli journalist, ett yrke som hon hade en "romantisk bild" av. Efter gymnasiet läste Janouch konstvetenskap och litteraturvetenskap. Hon har läst en kurs i sexologi på Uppsala universitet men saknar akademisk examen i ämnet. Janouch har beskrivit avsaknaden av akademiska meriter som en styrka.

### Karriär
Efter studierna arbetade Janouch som översättare på ett bokförlag och som korrekturläsare på Expressens nattredaktion. Därefter började hon skriva för bland annat ungdomstidningen Mitt Livs Novell. 1988 var Janouch med och startade svenska Elle, där hon bland annat arbetade som redaktör.
1992 blev Janouch kontaktad av Amelia Adamo om att skriva om relationer för Veckorevyn, vid den tiden Sveriges största ungdomstidning. Hon fick en egen spalt i tidningen som sexrådgivare och blev i den rollen känd för en vidare publik, delvis därför att hon var tidig ut med att prata om sex offentligt. Janouch såg provocerande ämnen som sex och missbruk som ett sätt ta unga kvinnor ur ett stereotypt tänkande. I samband med att Janouch fick fem barn övergick hon under 1990-talet till att bli frilansjournalist.
Under 2000-talet svarade hon på frågor om sex och samlevnad och skrev krönikor i Expressen. Hon har även medverkat i ett flertal andra tidningar, exempelvis Mama, Allt i Hemmet, Må bra, Tara och Amelia. Hon beskrevs under 2000-talet som en skildrare av den moderna familjen, med homoföräldrar och bonusbarn. Vid sidan av journalistiken är Janouch även verksam som föredragshållare, och föreläser om missbruk, anhörigskap, föräldraskap, samlevnad och författarskap. 
I mars 2017 började Janouch som krönikör på den högerpopulistiska och invandringskritiska nättidningen Nyheter Idag. Ungefär samtidigt startade Janouch ett eget nätmagasin med namnet Katerina Magasin. 2022 var Janouch verksam som programledare på mediekanalen Swebbtv.

## Författarskap

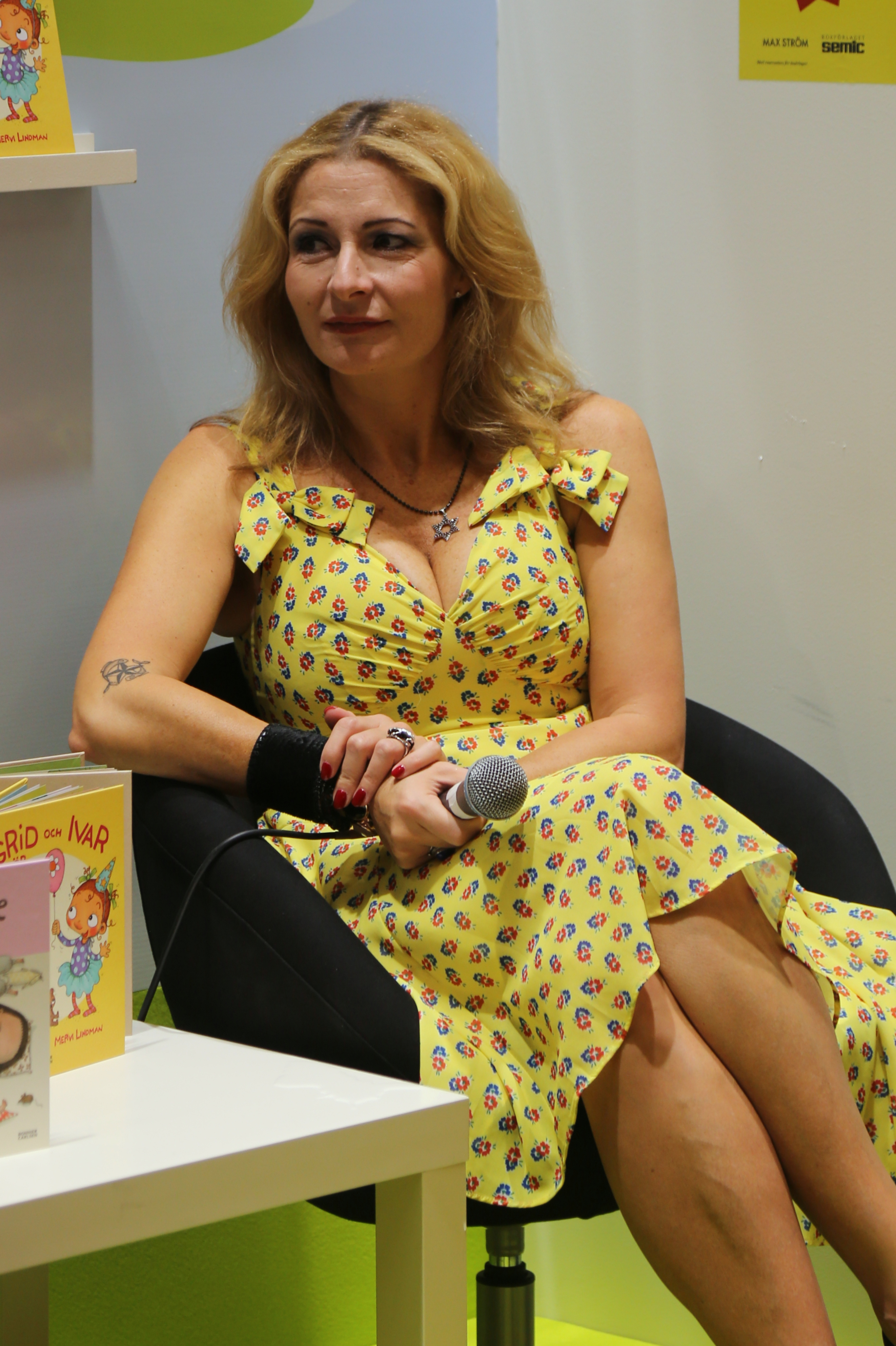
Janouch på Göteborgs Bokmässa 2014.

1993 romandebuterade Janouch med Våta spår. Boken fick goda recensioner men nästan inga läsare, och hennes andra bok refuserades. Efter det har hon framför allt uppmärksammats för boken Anhörig (2004) där hon i skönlitterär form berättar om sin makes långvariga alkohol- och kokainmissbruk och hur de tillsammans bemästrade situationen, för relationsboken Barnliv (2005), samt för biografin Sommarbarn (2006).
Janouch är också författare till romanserien om barnmorskan Cecilia Lund, som inleddes 2008 med Bedragen, och 2018 fick sin elfte bok i och med Budbärarinnan. Inför bokserien följde Janouch med förlossningspersonal i arbetet. En del av Janouchs tanke med sina böcker om Cecilia Lund är att råda bot på bristen på böcker med kvinnliga huvudpersoner. En annan bokserie hon skrivit handlar om den medelålders kvinnan Rosanna Wilde som börjar ett nytt erotiskt liv, något som hon menar är syftat till att ge läsarna ett bättre sexliv.
Janouchs skönlitterära alster handlar ofta om relationer, sexualitet otrohet och vardagsdramatik. Inspirationen kommer från de läsarbrev hon får eller från nyhetsrapporteringen.
Flera av Janouchs böcker har utgivits på Piratförlaget. 2017 tog förlaget avstånd från Janouch, varpå hon startade sitt eget förlag, Palm Publishing, där hennes senare böcker utkommit.

### Barn- och ungdomslitteratur
Sedan 2006 har Janouch tillsammans med illustratören Mervi Lindman gett ut en serie barnböcker om rollfiguren Ingrid. Ingrid-böckerna har blivit några av de bäst säljande barnböckerna i Sverige. Dessutom har hon gett ut flera fristående barnböcker. 2010 började Janouch skriva en serie ungdomsböcker, där den sexuella debuten står i centrum.

### Facklitteratur
Janouchs facklitterära utgivning är koncentrerad till sex- och samlevnadsområdet, med ett flertal böcker kring den kvinnliga sexualiteten och om graviditet. En av hennes tidigaste böcker om sex och samlevnad var riktad till barn, dock utan några sexuella detaljer.

## Samhällsdebattör
År 2008 var Janouch ledamot av ett råd till tankesmedjan Sektor 3. I samband med bokserien om Cecilia Lund engagerade hon sig under början av 2010-talet i rörelsen Inte under 24 000, vars mål var att höja statusen och lönen för förlossningspersonal.
Under den senare delen av 2010-talet har Janouch främst gjort sig känd som kontroversiell samhällsdebattör i frågor om migration, och kritiserats för sitt samröre med högerextrema grupper. Hon har även varit aktiv i debatten kring vaccinationer mot covid-19, och har varit kritisk mot såval massvaccinationerna som kraven på vaccinpass.

### Kontroverser
Den 9 januari 2017 medverkade Janouch i tjeckisk TV, där hon bland annat beskrev hur Sverige kraschat av "massinvandring". Intervjun väckte stor uppmärksamhet, och Janouch anklagades för att svartmåla Sverige. I debatten som följde tog Piratförlaget avstånd från hennes uttalanden. Även statsminister Stefan Löfven kommenterade händelsen. 2018 gav Janouch ut boken Bilden av Sverige: en personlig resa där händelserna skildras.
Under hösten 2017 polisanmäldes Janouch för förtal av den vänsterpartistiska riksdagsledamoten Rossana Dinamarca, efter en serie Twitterinlägg. I samband med kontroversen avbröt Viking Line ett samarbete med henne.
Enligt Expo har Janouch sedan 2018 blivit allt mer aktiv i högerextrema och rasideologiska sammanhang med hatbudskap mot minoriteter av olika slag.
2020 var Janouch en av medgrundarna till föreningen Education4Future, vilken beskrivits som en frontorganisation för det nätverk som drivs av den tidigare nationaldemokraten Tor Paulsson. Hon har även medverkat som arrangör till den alternativa bokmässa som organiseras av nätverket. I mars 2022 ställde Sverigedemokraterna in en planerad föreläsning med Janouch på grund av kopplingarna till nätverket.
I februari 2022 åtalades Janouch för grovt förtal, efter att ha hängt ut en namngiven lärare i Tierp på sin blogg och i sociala medier med falska uppgifter om att läraren skulle ha tvingat en elev att "erkänna sig till islam". I september 2022 fälldes hon för grovt förtal i Uppsala tingsrätt, och dömdes till villkorlig dom, dagsböter samt att betala 50 000 kronor i skadestånd till läraren.
| ”                                    | Jag visste att jag skulle bli fälld av svenskt korrupt och inkompetent rättsväsende som numera ägnar sig åt politiska och moraliska domar i stälet för att agera i sanningens och rättvisans tjänst | „ |
| – Katerina Janouch om hovrätten dom, | |   |

 I mars 2024 utökade Hovrätten åtalet från att gälla ett fall av grovt förtal till två. 

### Partipolitiskt engagemang
I riksdagsvalet 2018 ställde Janouch upp som kandidat för partiet Medborgerlig samling, som emellertid inte kom in i riksdagen. Som sina hjärtefrågor angav hon yttrandefrihet och kvinnors trygghet. Efter valet avbröt partiet sitt samarbete med Janouch, i samband med att hon medverkat på en demonstration arrangerad av högerextrema grupper.

## Familj
Katerina Janouch var gift med Stefan Köhler mellan 1988 och 1991 och fick sitt första barn i detta äktenskap. Hon gifte sig igen 1994 med Robert Bohman och skilde sig 2014. I äktenskapet med Bohman fick hon fyra barn. De fyra äldsta av Janouchs fem barn är pojkar, och hon har offentligt diskuterat sin längtan efter att få en dotter.
Under en period drev Janouch och maken Robert Bohman en serie sexshoppar vid namn Ooups. Företaget gick i konkurs 2008. Efter konkursen startade Janouch och Bohman ännu en sexshop, Pom Pom Parlour.